# L'altro io
L'altro io è un film del 1917 diretto da Mario Bonnard, che affronta tematiche di fantascienza e horror.

## Trama
Nel film vengono descritti i tormenti di una coscienza sdoppiata, in un periodo in cui erano frequenti le trasposizioni cinematografiche dal romanzo Lo strano caso del dottor Jekyll e Mr. Hyde di Robert Louis Stevenson, soprattutto nel cinema tedesco con Lo studente di Praga (1913) e Il gabinetto del dottor Caligari (1920), con gli stilemi narrativi del Doppelganger, così come il regista Alessandro Blasetti, che si cimentò nella tematica del doppio con il film Il caso Haller (1933).